# 九四式手槍
九四式8毫米手槍（日语：九四式拳銃）是一種由日本帝國在二戰戰前及戰時期間大量生產的小型輕量半自動手槍。

## 基本資訊
日本九四式手槍為戰車乘員，汽車兵，飛行員等非直接戰鬥人員所裝備的自衛手槍，這種手槍精準度高，而且重量比大正14年式戰鬥手槍輕，並且也不需要經常保養擦拭，由於同樣使用8公厘南部子彈，該槍殺傷力與大正14年式一樣也是差強人意，此槍的絕對射擊精度不如大正14年式與南部戰鬥手槍，但指向射擊更準，特別適合沒有時間苦練槍法或射擊技術生疏的技術兵員。　

## 歷史
此手槍由南部麒次郎設計，並在1934年於南部銃製造所開始生產。雖然此槍原本是鎖定民間市場，但有一些說法稱這槍原本是開發給飛行員、航空人員，與坦克部隊使用的袖珍型手槍，因為當時認為標準的十四式8公厘南部手槍太大了。事實上，十四式的確比Colt 1911 .45 ACP手槍還長了14毫米。此槍擁有塑膠材質的握把，而非十四式採用的角製或木製握把；這是為了使此槍能夠便宜量產，不過後來的改造增加了它的成本。
九四式與十四式同樣採用8×22mm南部彈(.315吋)彈藥，並因有著較堅固、能減少意外走火的發射機件，而較容易裝填。此槍因一個設計瑕疵而惡名昭彰：若壓下槍身左側一個露出的擊槌固定器，上膛的子彈就會被擊發。不過事實上，此槍的保險關閉時(應該一直如此，除非正準備要射擊)，也能夠安全的擋住擊槌固定桿，因而有效防止任何意外走火；其次，日軍嚴格規定在非使用狀態時手槍不能裝彈、上膛，故並沒有意外走火的案例被記錄下來。
因此既使這個設計具有缺陷，但曾在使用時意外走火的真實性令人存疑；雖然有些軍官據傳曾描述有人在踩到泥巴滑倒後，因不經意的觸發手槍而射傷自己，這似乎比較像是一個廣為流傳在槍械作家之間的流言。不過這支槍在商業上是個失敗品。事實上，此手槍常常被認定是有史以來最糟糕的軍用手槍。

有大量的九四式為了軍事用途被生產。在第二次世界大戰中，此槍的製造紀錄失散了，不過一般是認為總共生產了超過72,000支九四式。與軸心國製造的大多武器相同的是，到了戰爭後期九四式的生產品質大幅下降。

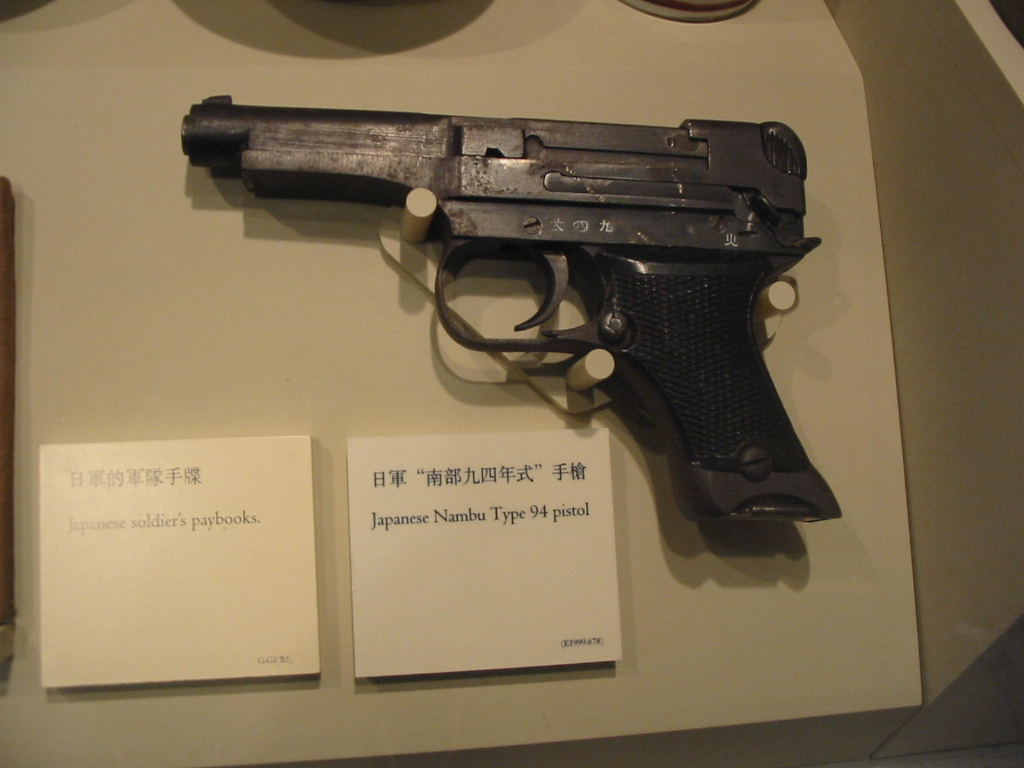
九四式手槍左側面。展出於香港歷史博物館。

## 使用國
- 中華民國
- 中华人民共和国
- 大日本帝国
- 泰國

## 流行文化

### 電子遊戲
- 2022年—《應徵入伍》

## 外部連結
- 九四式拳銃

1. ↑  .   [2024-08-09]. （原始内容存档于2024-08-09）.